# Hitchin' Posts
Hitchin' Posts (Brasil: No Campo de Honra ) é um filme norte-americano de 1920, do gênero drama, dirigido por John Ford. O filme é agora considerado perdido.

## Elenco
- Frank Mayo ... Jefferson Todd
- Beatrice Burnham ... Barbara Brereton
- C.E. Anderson ... Capitão do navio
- Matthew Biddulph ... Major Grey (como M. Biddulph)
- Mark Fenton ... Coronel Brereton
- Dagmar Godowsky ... Octoroon
- Joe Harris
- Duke R. Lee ... Coronel Lancy (como Duke Lee)
- J. Farrell MacDonald ... Joe Alabam (como J. Farrell McDonald)